# Alexandru Pașcenco
Alexandru Pașcenco (Tiraspol, 28 maggio 1989) è un calciatore moldavo, centrocampista del Cruiz Plus.

## Palmarès

### Club

#### Competizioni nazionali
- Supercoppa di Moldavia: 3

Sheriff Tiraspol: 2005, 2013
Zimbru Chișinău: 2014
- Campionato moldavo: 2

Sheriff Tiraspol: 2005-2006, 2012-2013
- Coppa di Moldavia: 1

Sheriff Tiraspol: 2005-2006